# Dějiny šílenství
Dějiny šílenství: Hledání historických kořenů pojmu duševní choroby (francouzsky Folie et Déraison: Histoire de la folie à l'âge Classique) je kniha francouzského filosofa Michela Foucaulta z roku 1961. Jedná se o první Foucaultovu významnou publikaci. Kniha zkoumá vývoj významu šílenství pro evropskou kulturu, právo, politiku, filosofii a medicínu od středověku až do konce 18. století. Zračí se v ní Foucaultův přechod od fenomenologie ke strukturalismu: i když k popisu šílence jako „jiného“ používá jazyka fenomenologického, přisuzuje tento vývoj vlivu specifických sociálních struktur.

## Kontext vzniku
Kniha se vyvinula z Foucaultova dřívějšího psaní o psychologii, z jeho vlastních psychologických potíží a jeho zkušeností s prací v mentálním ústavu a byla napsána zejména mezi roky 1955 a 1959, zatímco pracoval na kulturně-diplomatických a vzdělávacích pozicích ve Švédsku (jako ředitel francouzského kulturního centra při Univerzitě v Uppsale), Německu a Polsku.  
Sám Foucault byl významným představitelem francouzské intelektuální avantgardy. Od roku 1970 působil jako profesor na francouzské Collège de France, ale velmi mnoho času trávil mimo Francii, kde se účastnil konferencí s politickými militanty, specialisty na duševní nemoci a s kolegy z ostatních univerzit. Po dokončení manuskriptu Dějin šílenství ho na doporučení Jeana Hyppolita odevzdal jako disertační práci, za kterou obdržel doctorat d´état, nejvyšší titul udělovaný francouzskými univerzitami.
Jeho praxe v psychiatrické léčebně ho ovlivnila natolik, že se rozhodl zkoumat šílenství v průběhu historie. Foucault považuje dějiny vědění ani ne tak za proces týkající se růstu, ale spíše za proces týkající se proměny a historické proměny pojetí šílenství jsou mu v tomto příkladem. Popisuje prostor, který zastřešuje určitou sociální menšinu, která je ztělesněním toho, co je označováno za „nelidské“. Tento prostor je napříč dějinami trvalý, ale jeho obsah se mění (lepra, pohlavní choroba, nerozum, duševní nemoc). Foucault jakožto genealog sestupuje až k samotným kořenům dějin a za pomocí metod odlišujících se od běžné praxe se pokouší o jejich rekonstrukci. Jeho hlavním záměrem v knize bylo blíže určit to, co bylo v konkrétní historické epoše možné poznat o duševní nemoci.

## Obsah knihy
Foucault se zabývá vývojem konceptu šílenství ve třech fázích: během renesance, klasicismu (pozdní 17. a většina 18. století) a moderní doby. Uvádí, že během renesance byli šílení v umění vyobrazováni jako držitelé určité moudrosti – znalosti hranic našeho světa – a v literatuře jako odhalení rozdílu mezi tím čím lidé jsou a čím dělají, že jsou. Renesanční umění a literatura znázorňovaly šílené jako zapojené do světa rozumu a zároveň reprezentující mystické síly kosmické tragédie, ale renesance byla také počátkem objektivního popisu rozumu a nerozumu (sledovaných jakoby shora) v porovnání s intimnějšími středověkými popisy z nitra společnosti.  
Foucault prohlašuje, že na počátku období osvícenství v polovině 17. století bylo racionální reakcí na šílené, kteří byli do té doby na samém pokraji společnosti, jejich naprosté oddělení od společnosti jejich izolací společně s prostitutkami, pobudy, rouhači a jim podobnými v nových institucích založených napříč Evropou – tento proces nazývá „velké uvěznění“. Na stav vyvrženců bylo nahlíženo jako na jejich vlastní morální chybu. Na ně samotné poté bylo pohlíženo jako na ty, kteří si dobrovolně vybrali prostituci, tuláctví, rouhání, nesmyslnost atd. a režimy těchto nových racionálních institucí pečlivě využívaly metody „cukru a biče“ s cílem zvrátit jejich rozhodnutí.
Sociální síly, které Foucault vidí za tímto uvězněním, zahrnují potřebu mimosoudního mechanismu pro zbavení se nežádoucích osob a snahu regulovat nezaměstnanost a výši mezd (levná pracovní síla dílen tlačila dolů mzdy svobodných dělníků). Tvrdí, že konceptuální rozdíl mezi šíleným a racionálním byl v jistém smyslu produktem tohoto fyzického rozdělení na uvěznění: uvěznění učinilo šílence pohodlně dostupnými lékařům, kteří začali vnímat šílenství jako přirozený objekt hodný studia a poté jako nemoc, která má být vyléčena.
Pro Foucaulta začalo moderní období na konci osmnáctého století vytvořením míst výhradně určených pro držení šílenců pod dohledem lékařů a tyto nové instituce byly výsledkem smíchání dvou motivů: nový cíl byl léčit šíleného mimo rodinu, která si nemohla dovolit potřebnou domácí péči, a starý účel omezovat nežádoucí projevy šílenců pro ochranu společnosti. Tyto hlavní rysy byly ztraceny a instituce byly brzy považovány za jediné místo, kde lze terapeutickou léčbu poskytnout. Foucault vnímá tento formálně osvícenější a soucitnější způsob zacházení s šílenými ve zmíněných moderních lékařských zařízeních jako stejně krutý a manipulativní jako bylo zacházení v dřívějších, racionálních institucích.
| „                                          | ...moderní člověk už s bláznem nekomunikuje ... Není žádný společný jazyk: nebo spíše už neexistuje; konstituce šílenství jako duševní nemoci, na konci osmnáctého století, svědčí o roztržce v dialogu, podává rozdělení jako již přijaté a vylučuje z paměti všechna nedokonalá slova bez pevné syntaxe, pronášená váhavě, ve kterých probíhala konverzace mezi rozumem a šílenstvím. Jazyk psychiatrie, onen monolog rozumu o šílenství, mohl vzniknout jen v tomto tichu. | “ |
| — Foucault, předmluva k vydání z roku 1961 | |   |

## Přijetí díla
Sociolog José Guilherme Merquior argumentuje, že ačkoliv Foucault vyzdvihuje otázku o vlivu sociálních sil na význam a reakce na abnormální chování, Dějiny šílenství jsou tak protkané významnými faktickými chybami a chybnými interpretacemi, že je jejich význam minimální. Merquior podotýká, že existují hojné důkazy o všeobecné krutosti a uvěznění šílených v průběhu věků, o kterých Foucault tvrdí, že bylo šílenství vnímáno jako posedlost moudrostí, a že Foucault tedy čerpal ze selektivně vybíraných dat, která podporují jeho tvrzení, zatímco ignoroval protikladné důkazy. Šílenství bylo křesťanskými Evropany typicky spojováno s hříchy, poznamenává Merquior, a bylo tedy vnímáno jako mnohem méně neškodné, než Foucault naznačuje. Mequior vnímá dílo jako „volání po osvobození dionýsovského lidu“ podobné O. Brownovu dílu Life against Death (1959) a jako inspiraci pro Anti-Oidipa Gillese Deuleuze a Félixe Guattariho (1972).
Psycholog Kenneth Lewes píše, že kniha je příkladem „kritiky instituce psychiatrie a psychoanalýzy“, která se objevila jako část „obecného zvýšení morálních hodnot v šedesátých letech 20. století“. Lewes nahlíží na Foucaultovu práci jako na podobnou, ale hlubší verzi díla The Myth of Mental Illness (1961) od Thomase Szasze.
Filozof Garry Gutting o Foucaultovi napsal: „Reakce profesionálních historiků na Foucaultovovo dílo Dějiny šílenství se při prvním čtení zdají být rozpolcené, ne-li polarizované. Existuje mnoho uznání jeho klíčové role, počínaje ranou recenzí Roberta Mandroua v žurnálu Annales, charakterizující ji jako „krásnou knihu“, která bude mít „ústřední význam pro naše porozumění Klasickému období“. Po dvaceti letech Micheal MacDonald potvrdil Mandrouvo proroctví. „Kdokoliv, kdo píše o dějinách šílenství v rané moderní Evropě musí vycházet ze zjištění Foucaultovy slavné knihy, Dějiny šílenství.“ Pozdější podpora byla ještě silnější. Jan Goldstein: „Pro svůj empirický obsah a silnou teoretickou perspektivu si práce Michela Foucaulta zasluhuje zvláštní a hlavní místo v historii psychiatrie.“ Roy Porter: „Čas potvrdil, že Dějiny šílenství je nejhlouběji pronikající práce napsaná o historii šílenství.“ Konkrétněji, Foucault byl nedávno předznamenán jako prorok „nové kulturní historie“. Ale také kritiky jsou rozšířené a často zahořklé.“